# Вестерланд (Нідерланди)
Вестерланд (нід. Westerland) — село в нідерландській провінції Північна Голландія. Входить до муніципалітету Голландс-Крон.
Його площа становить 4,39 км², а населення станом на 2021 рік складало 780 осіб.
Перша згадка про населений пункт датується 1343 роком.

## Галерея

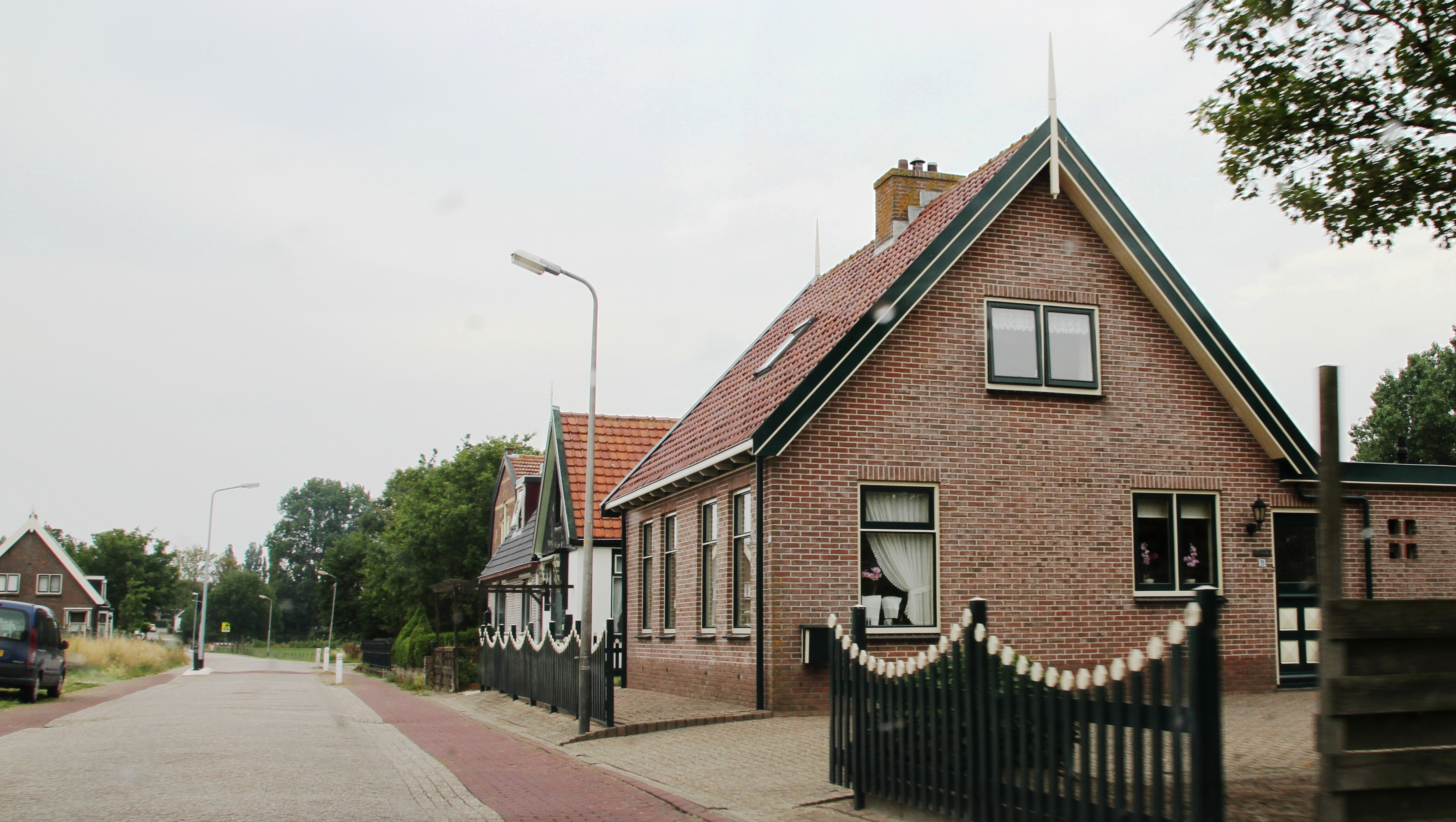
Сільська забудова
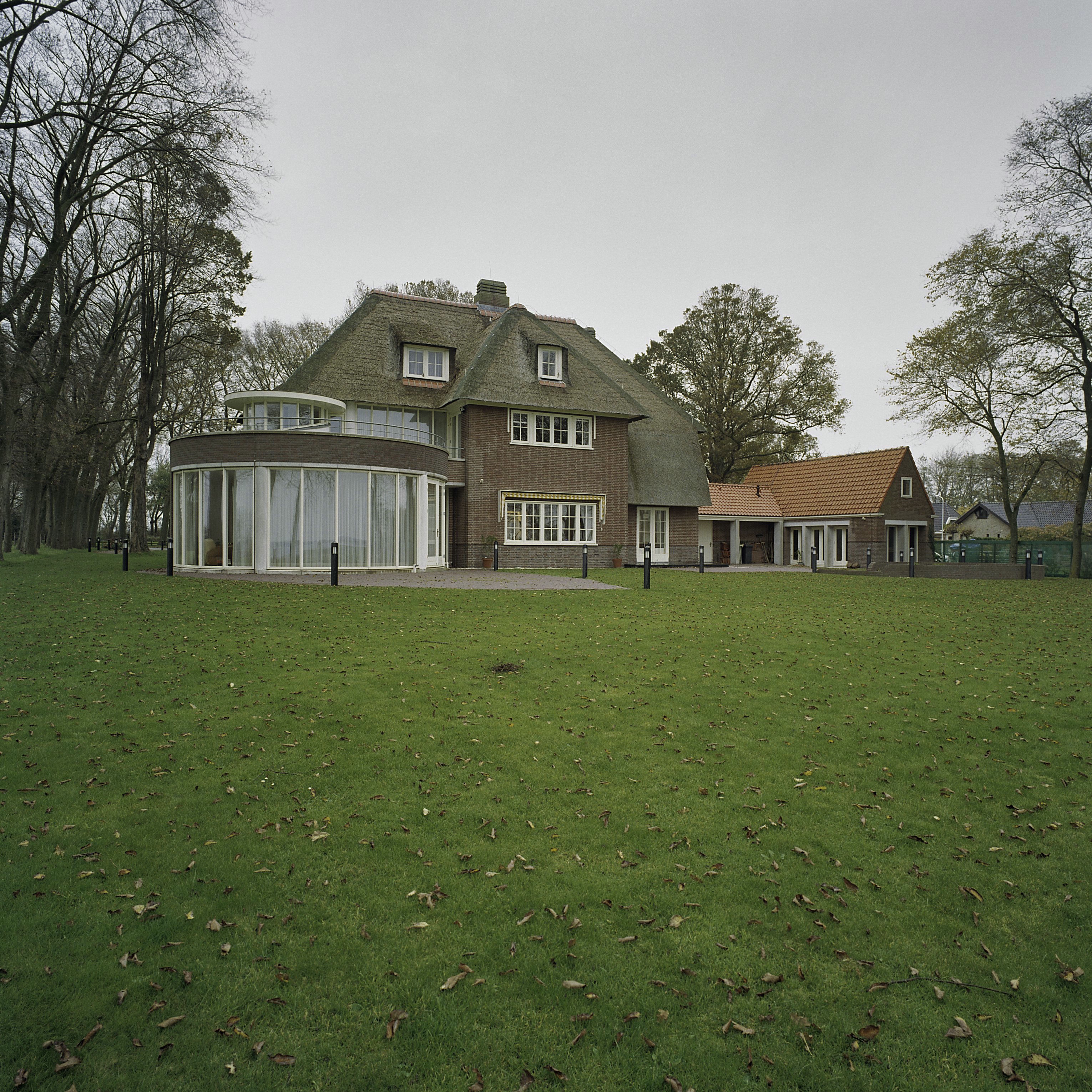
Вілла у Вестерланді